# Saison 2010 des Nationals de Washington
La Saison 2010 des Nationals de Washington est la 6e saison en Ligue majeure de l'équipe à Washington et la 42e depuis la création de la franchise à Montréal. Les Nationals terminent une nouvelle fois dernier de la Division Est de la Ligue nationale. Cette saison reste marquée par les débuts très médiatisées du jeune lanceur partant Stephen Strasburg, le 8 juin.

## Intersaison

### Arrivées
- Le receveur Ivan Rodriguez, en provenance des Rangers du Texas, signe un contrat de 2 ans en décembre 2009 avec Washington[1].
- Le voltigeur de centre Willy Taveras accepte un contrat des ligues mineures[2].
- Le lanceur de relève Ron Villone signe un contrat des ligues mineures le 17 février[3].
- Le lanceur partant Chien-Ming Wang, ancien des Yankees de New York, signe un contrat d'un an en février[4].

### Départs
- x

### Prolongations de contrats
- x

### Grapefruit League
33 rencontres de préparation sont programmées du 4 mars au 3 avril à l'occasion de cet entraînement de printemps 2010 des Nationals.
Avec 10 victoires et 20 défaites, les Nationals terminent 14e de la Grapefruit League et enregistrent la 15e performance des clubs de la Ligue nationale.

## Saison régulière

### Classement
| Ligue nationale (Division Est) | V  | D  | %    | GB |
| ------------------------------ | -- | -- | ---- | -- |
| Phillies de Philadelphie       | 97 | 65 | .599 | -  |
| Braves d'Atlanta               | 91 | 71 | .562 | 6  |
| Marlins de la Floride          | 80 | 82 | .494 | 17 |
| Mets de New York               | 79 | 83 | .488 | 18 |
| Nationals de Washington        | 69 | 93 | .426 | 28 |

### Résultats
| Légende                | Légende               | Légende       |
| victoire des Nationals | défaite des Nationals | match reporté |
| ---------------------- | --------------------- | ------------- |

#### Avril

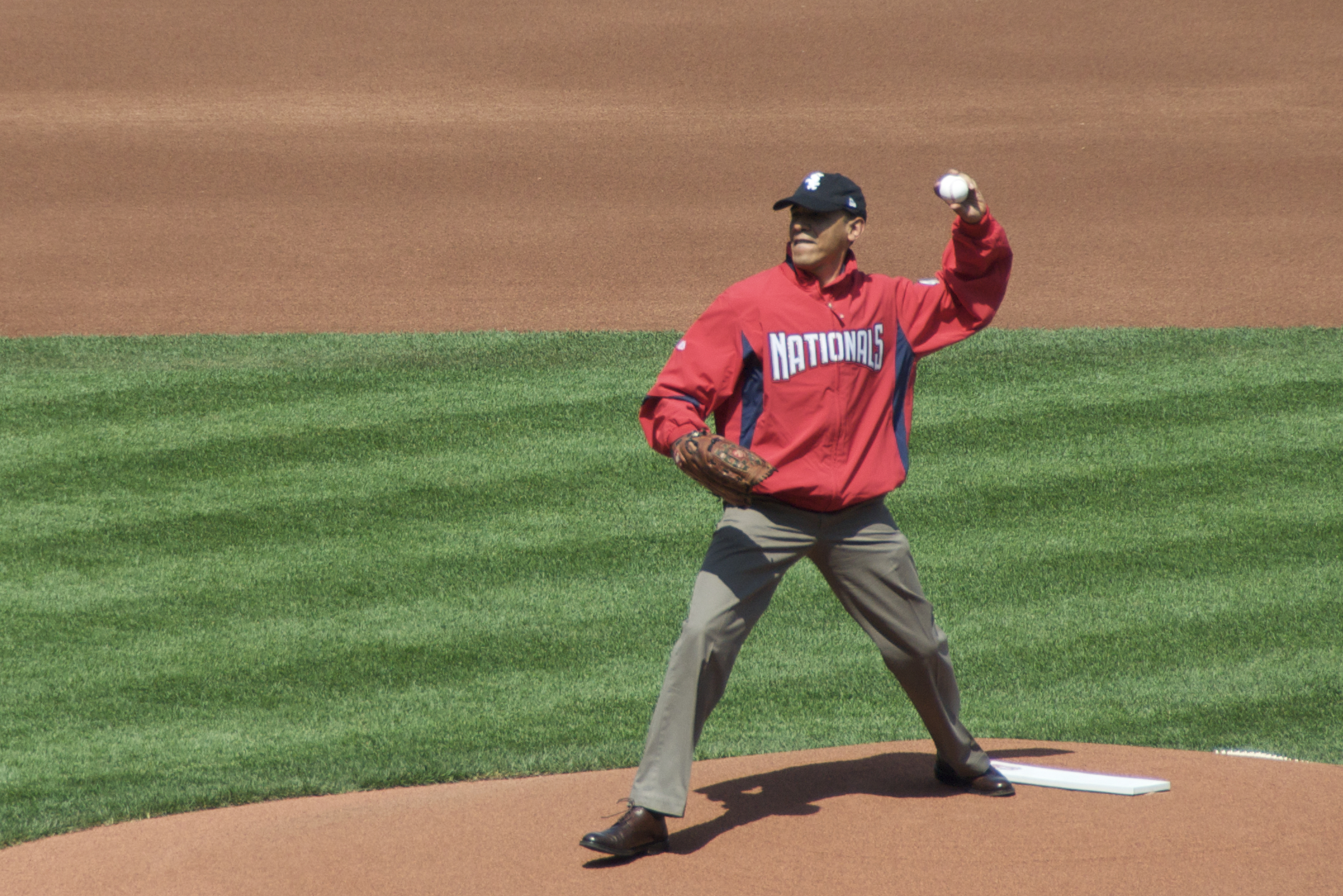
Lancer inaugural de Barack Obama

La saison s'ouvre le 5 avril à domicile face aux Phillies de Philadelphie. Le lancer inaugural est effectué par le président Barack Obama. Il arbore un blouson des Nationals et reste tête nue jusqu'à son arrivée sur le monticule puis coiffe la casquette des White Sox de Chicago, son club de cœur.
Double jeu étonnant en fin de huitième manche lors du match face aux Dodgers le 23 avril au Nationals Park. Pensant que trois joueurs avaient été retirés au cours de cette demi-manche, le joueur qui se trouvait au premier but regagne l'abri des joueurs. Les Dodgers sautent sur l'occasion pour le retirer officiellement en lançant au premier but. Malgré les protestations des joueurs et de l'encadrement des Nationals, le double retrait est validé par les arbitres.

#### Juillet
- Le 30 juillet, le joueur d'avant-champ Cristian Guzman est échangé aux Rangers du Texas pour les lanceurs Ryan Tatusko et Tanner Roark[7].
- Le 31 juillet, le stoppeur Matt Capps passe aux Twins du Minnesota en retour du lanceur gaucher Joe Testa et du receveur Wilson Ramos[8].